# Astelia australiana
Astelia australiana är en enhjärtbladig växtart som först beskrevs av James Hamlyn Willis, och fick sitt nu gällande namn av Lucy Beatrice Moore. Astelia australiana ingår i släktet Astelia och familjen Asteliaceae.
Artens utbredningsområde är Victoria. Inga underarter finns listade i Catalogue of Life.